# Salticus prosper
Salticus prosper är en spindelart som beskrevs av John Blackwall 1862. Salticus prosper ingår i släktet Salticus och familjen hoppspindlar. Inga underarter finns listade i Catalogue of Life.